# Płock Radziwie Port
Płock Radziwie Port – nieczynna stacja towarowa w płockim porcie, w dzielnicy Radziwie, w województwie mazowieckim i na linii Płock Radziwie – Płock Radziwie Port.